# أتابويركا (برغش)
بلدية أتابويركا (بالإسبانية: Atapuerca)‏، هي إحدى بلديات مقاطعة برغش، التي تقع في منطقة قشتالة وليون، والتي تقع في شمال غرب إسبانيا.
يبلغ عدد سكانها 202 نسمة وفقاً لإحصائية سنة (2002).